# نيكولاس غراينجر
نيكولاس غراينجر (بالإنجليزية: Nicholas Grainger) (و. 1994  م) سباح، بريطاني.

## روابط خارجية
- نيكولاس غراينجر على موقع الاتحاد الدولي للسباحة (الإنجليزية)
- نيكولاس غراينجر على موقع SwimRankings.net (الإنجليزية)
- نيكولاس غراينجر على موقع اتحاد ألعاب الكومنولث (مؤرشف) (الإنجليزية)